# Coreus marginatus
Il coreide marginato (Coreus marginatus (Linnaeus, 1758)) è un insetto dell'ordine degli emitteri e della famiglia dei coreidi.

## Descrizione

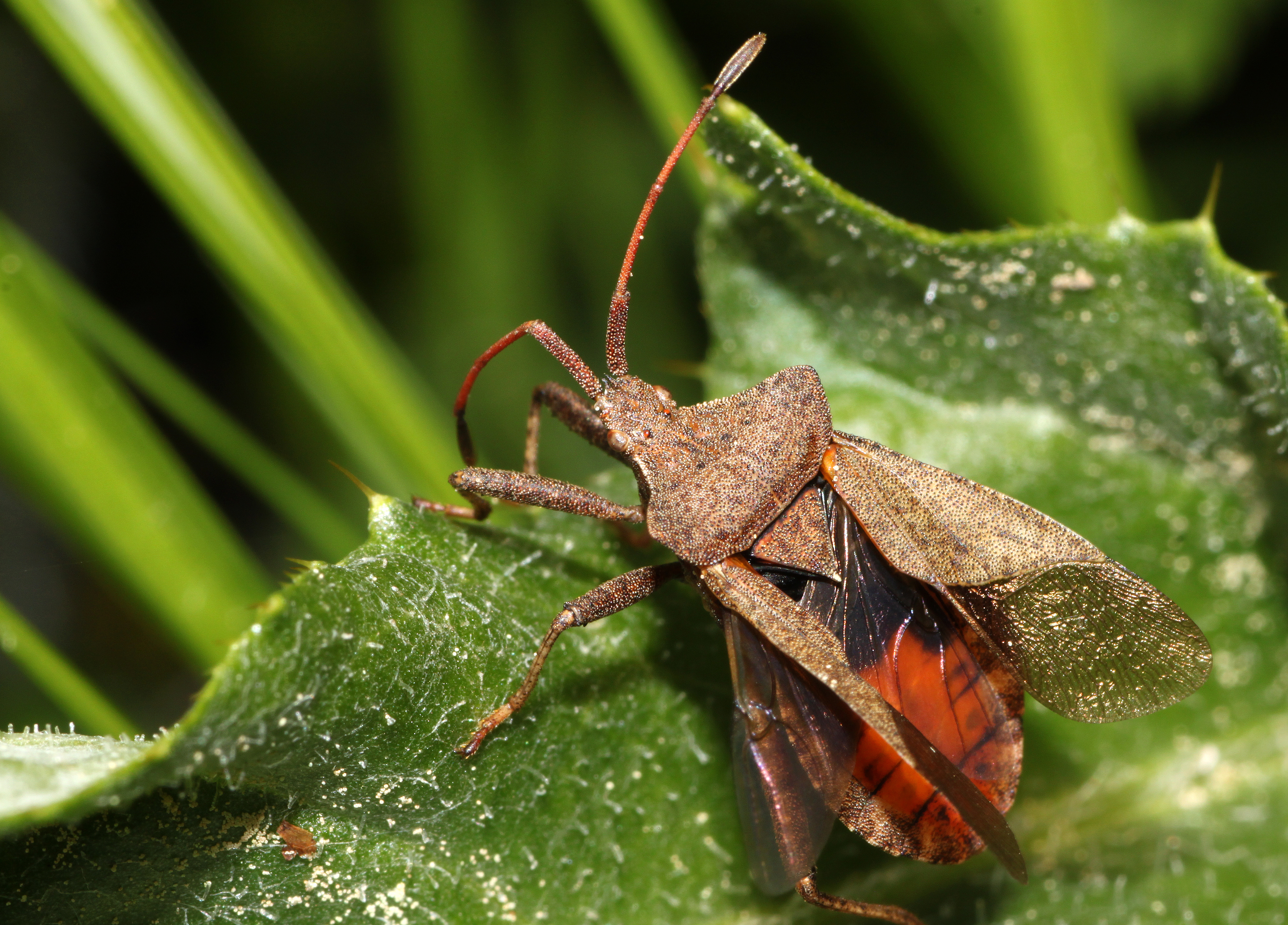
Esemplare con le elitre aperte fotografato a Bihlafingen (Laupheim, Germania)

È un emittero grande 13-15 mm, con la superficie del corpo che ricorda il cuoio o il bronzo sia per la colorazione marrone rossastra, sia per la grana punteggiata di scuro. L'addome è appiattito ai margini e, nella parte posteriore, forma un disco detto "connessivo" che sborda rispetto al resto del corpo. Presenta, tra le antenne, un tubercolo spinato rivolto verso l'interno.
La larva è caratterizzata da una maggiore pinguetudine.

## Biologia
Specie erbivora, si nutre di varie specie di romice ma non disdegna altre piante, come il poligono e il verbasco, sia allo stadio larvale, sia a quello adulto. Presenta un tipico odore aromatico che richiama quello delle mele mature.
C'è una generazione all'anno: l'adulto sverna, per poi accoppiarsi e deporre le uova in primavera.

## Distribuzione e habitat
Si trova comunemente ai margini di boschi e sentieri, ma frequenta anche i prati.

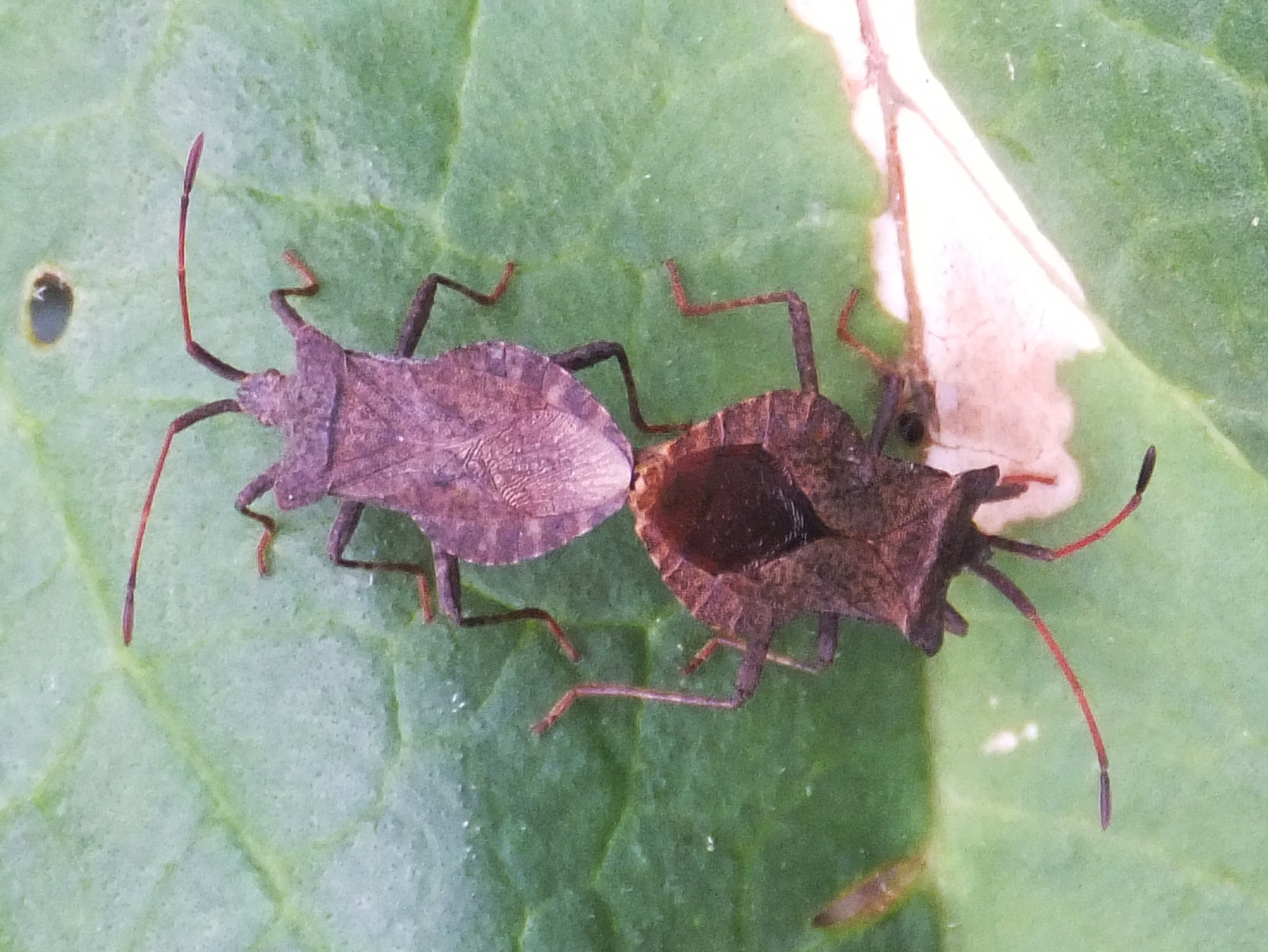
Due esemplari in accoppiamento fotografati a Cantilaga (Segonzano, Italia)

È uno degli eterotteri più diffusi in Europa centrale ed è attestato pressoché in tutta Europa, essendo certamente assente solo da alcune isole, come Cipro, Islanda e Novaja Zemlja.

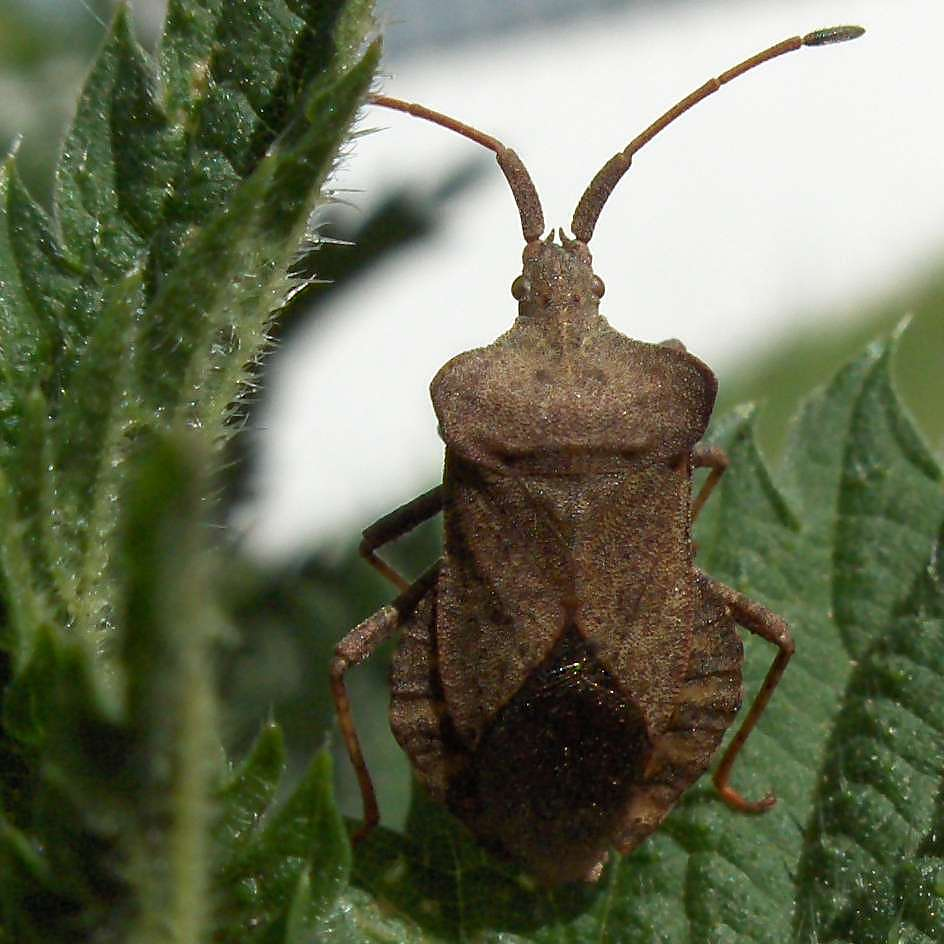
Coreus marginatus presenta tra le antenne due piccole sporgenze, dette tubercoli antenniferi, che possono essere utilizzate per distinguere questa specie da altre specie superficialmente simili